# 152 mm armata Bofors wz. 30
Armata Bofors wz. 30 kal. 152,4 mm – armata artylerii nadbrzeżnej opracowana w szwedzkich zakładach Bofors. Działa te były bardzo nowoczesne w latach przedwojennych. W 1933 roku komandor Heliodor Laskowski doprowadził do zakupu przez Polskę czterech sztuk armat, z których utworzono 31. Baterię Artylerii Nadbrzeżnej im. Heliodora Laskowskiego, usytuowaną na Cyplu Helskim. Podstawowym zadaniem dział było zwalczanie jednostek morskich, w razie desantu mogły wspierać ogniem własne oddziały. Pocisk przeciwpancerny wystrzelony z działa bez trudu przebijał pancerz o grubości 78 mm z odległości 15 kilometrów.

## Historia powstania
Armata powstała poprzez przedłużenie lufy modelu z 1898 roku. Weszła w skład szwedzkiej marynarki wojennej pod nazwą 15,2 cm kanon m/30. Szwedzka artyleria nadbrzeżna montowała ją na łożu cokołowym lavettage m/34.

## Konstrukcja

### Konstrukcja ogólna działa
Zamontowano stalową, gwintowaną lufę, półautomatyczny zamek klinowy o ruchu poziomym i spust sterowany elektrycznie ze stanowiska centralnego, lub awaryjnie, ręcznie, przy zamku. Naprowadzanie odbywało się przy pomocy centralnego stanowiska kierowania ogniem, ale po prawej stronie od lufy znajdował się celownik teleskopowy do naprowadzania optycznego, na wypadek awarii. Działo znajdowało się w pancernej, piętnastomilimetrowej osłonie pudełkowej i wraz z podestem dla załogi usytuowane było na podstawie cokołowej umożliwiającej dokonanie obrotu o 360°.

### Konstrukcja stanowisk „31. Baterii Artylerii Nadbrzeżnej im. H. Laskowskiego”
Stanowiska były oddalone od siebie o około 80 metrów i położone na piaszczystych wydmach. Stanowisko było żelbetowe, ważyło 800 ton i miało wymiary 13,5×11,5×6,5 metra. Pod stanowiskami znajdowały się schrony dla załogi, i magazyny amunicji. Strop pod platformą bojową miał 2 metry grubości, ściany boczne magazynów amunicyjnych 2,35 m. Platformę bojową otoczono żelbetowym murem o wysokości 1,5 m i grubości 1 m. Cały obiekt obsypano piaskiem tak, że powstała sztuczna wydma o wysokości 4,5 m, z której wystawała tylko platforma bojowa, wejście do schronu i schody na platformę. Wydmę pokryto dodatkowo płytą detonacyjną, która miała pobudzać zapalniki bomb i pocisków nieprzyjaciela, chroniąc wnętrze przed penetracją. Według założeń cała konstrukcja miała wytrzymać ostrzał pociskami kalibru 203 mm. W celowaniu pomagały dwie wieże kierowania ogniem. Gotowe stanowiska zamaskowano siatkami maskującymi i sztuczną roślinnością.

## Amunicja

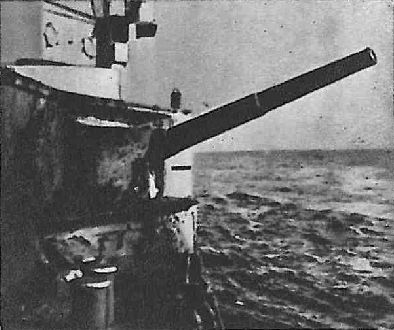
Uszkodzenie kazamaty działa kal. 150 mm pancernika „Schleswig-Holstein”, odniesione 27 września 1939 r. podczas walki z baterią im. Heliodora laskowskiego.

Ładunek był przechowywany w specjalnych woreczkach, a przed oddaniem strzału umieszczano go w długiej, mosiężnej łusce.
Używane ładunki:

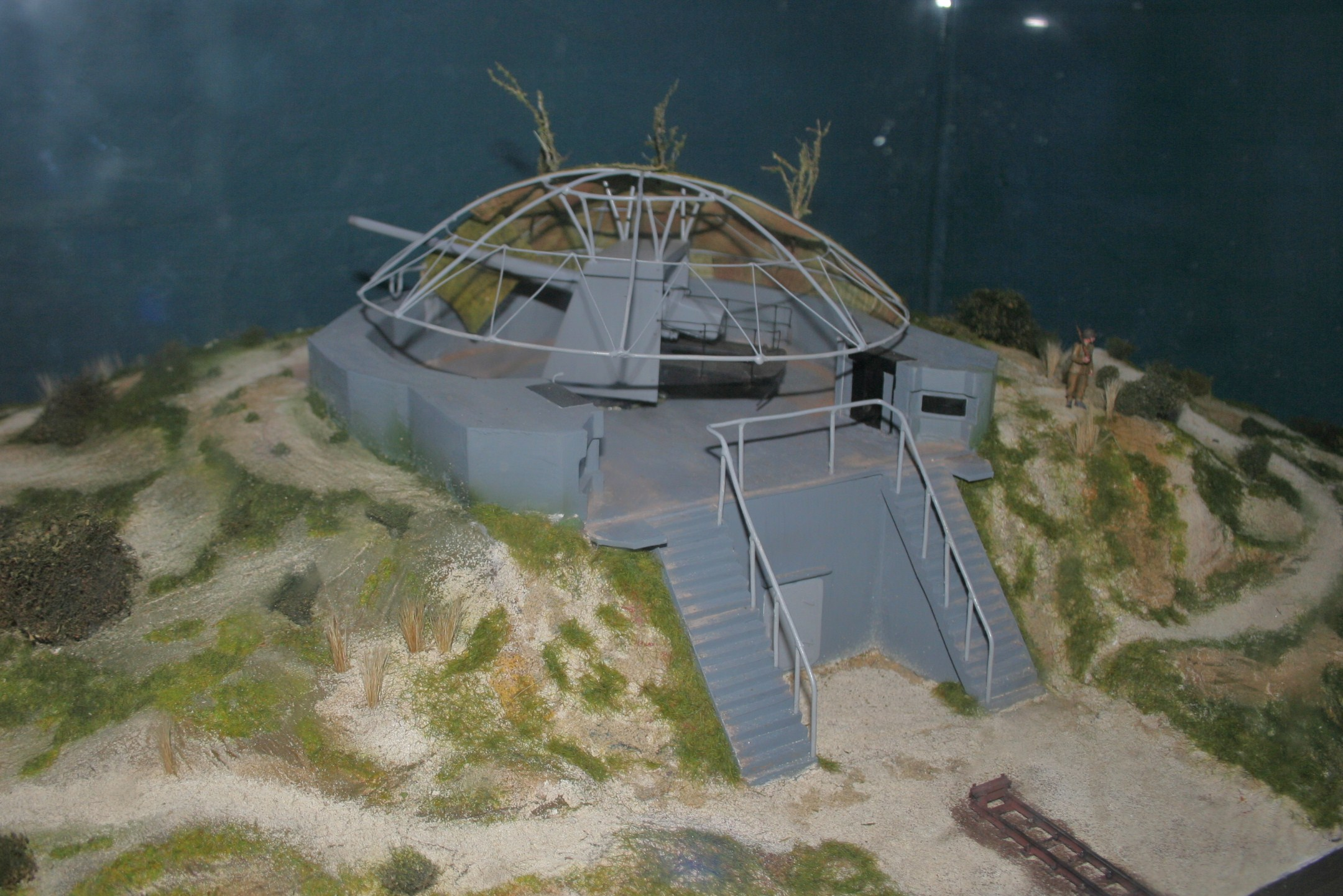
Model stanowiska bojowego działa w 31. BAN

- przeciwpancerny wz.35 – pełnokalibrowy z czepcem ochronnym i balistycznym typu APCBC. W dennej części znajdował się zapalnik bezwładnościowy z możliwością nastawienia zwłoki. Przebijał pancerz o grubości 78 mm z odległości 15 kilometrów.
- odłamkowo–burzący wz.35 – ładunek wybuchowy typu HE i głowicowy zapalnik uderzeniowy.
- oświetlający wz.35 – wewnątrz znajdował się pojemnik z substancją, która podczas spalania dawała jasne światło. Pojemnik miał podczepiony mini spadochron, żeby maksymalnie wydłużyć czas spadania. Głowicowy zapalnik czasowy umożliwiał wybranie odległości, na której pojemnik zacząłby świecić.
- ćwiczebny – używany do szkoleń[3].